# Leonardo Follis
Leonardo Follis (ur. 1967, zm. 14 marca 2001 w Aoście) – włoski biegacz narciarski.

## Kariera
Po raz pierwszy na arenie międzynarodowej Leonardo Follis pojawił się 1997 podczas mistrzostw świata juniorów w Asiago, ale nie zdobył medalu. W Pucharze Świata zadebiutował 12 grudnia 1998 roku w Dobbiaco, zajmując 47. miejsce w biegu na 10 km stylem dowolnym. Pierwsze pucharowe punkty wywalczył blisko dwa lata później - 8 grudnia 2000 roku w Santa Caterina zajął 22. miejsce w biegu na 15 km techniką dowolną. Były to jego jedyne punkty PŚ i w klasyfikacji generalnej sezonu 2000/2001 zajął ostatecznie 108. miejsce. Od 2000 roku startował także w cyklu FIS Marathon Cup, zajmując między innymi drugie w najdłuższym włoskim maratonie - Marcialonga, w którym wyprzedził go tylko jego rodak Fulvio Valbusa. W klasyfikacji końcowej sezonu 1999/2000 zajął siódme miejsce. Nigdy nie brał udziału w igrzyskach olimpijskich ani mistrzostwach świata.
Jego siostra Arianna Follis również uprawiała biegi narciarskie.

## Osiągnięcia

### Puchar Świata

#### Miejsca w klasyfikacji generalnej
- sezon 1998/1999: -
- sezon 2000/2001: 108.

#### Miejsca na podium
Follis nigdy nie stał na podium indywidualnych zawodów Pucharu Świata.

### FIS Marathon Cup

#### Miejsca w klasyfikacji generalnej
- sezon 1999/2000: 7.
- sezon 2000/2001: 28.

#### Miejsca na podium
| Nr | Dzień   | Rok  | Zawody      | Dystans                 | Czas biegu | Strata | Pozycja | Zwycięzca      |
| -- | ------- | ---- | ----------- | ----------------------- | ---------- | ------ | ------- | -------------- |
| 1. | styczeń | 2000 | Marcialonga | 70 km stylem klasycznym | 3:08:33,2  | +0,5 s | 2.      | Fulvio Valbusa |